# Слупя (гмина, Енджеювский повет)
Слупя (пол. Słupia) — сельская гмина (волость) в Польше, входит как административная единица в Енджеювский повет, Свентокшиское воеводство. Население — 4633 человека (на 2004 год).

## Демография
| Перепись                       | Всего   | Всего | Женщины | Женщины | Мужчины | Мужчины |
| ------------------------------ | ------- | ----- | ------- | ------- | ------- | ------- |
| Единицы                        | человек | %     | человек | %       | человек | %       |
| Население                      | 4633    | 100   | 2305    | 49,8    | 2328    | 50,2    |
| Плотность населения (чел./км²) | 42,9    | 42,9  | 21,4    | 21,4    | 21,6    | 21,6    |

## Соседние гмины
1. Гмина Москожев
2. Гмина Нагловице
3. Гмина Сендзишув
4. Гмина Щекоцины
5. Гмина Жарновец